# 無事
| ウィキペディアには「無事」という見出しの百科事典記事はありません（タイトルに「無事」を含むページの一覧/「無事」で始まるページの一覧）。 代わりにウィクショナリーのページ「無事」が役に立つかもしれません。 |